# Phill Jupitus
Phill Jupitus (Newport, 25 juni 1962) is een Engelse comedian en programmamaker voor de radio.
Hij is vaak te zien en te horen in diverse televisie- en radioquizprogramma's, zoals I'm Sorry I Haven't A Clue van BBC Radio 4 en QI van BBC Two/BBC Four. Van 1996 tot 2015 was hij teamcaptain bij het BBC Two panelspel Never Mind the Buzzcocks.
Daarnaast is hij diskjockey, zowel op de radio als in clubs en op festivals. Hij is een fan van alternatieve muziek. Ook presenteerde Jupitus een ochtendprogramma op het digitale radiostation BBC 6 Music. Bovendien heeft hij voor de BBC televisieverslagen van festivals gepresenteerd, zoals het Glastonbury Festival.